# Venus de Piatra Neamț
Venus de Piatra Neamț este o statuetă antropomorfă feminină care se clasează în lista de figurine Venus, descoperita la data de 21 iunie 2019 în zona orașului Piatra Neamț.

## Caracteristici
Realizată din gresie și conservată intactă, statueta măsoară circa 10 cm și păstrează urme de prelucrare, având de asemenea și încrustații de ocru. Se presupune că are vechimea de 17.000 ani. Actual este expusă la Muzeul Evoluției Omului și Tehnologiei în Paleolitic din Târgoviște.

## Descoperire

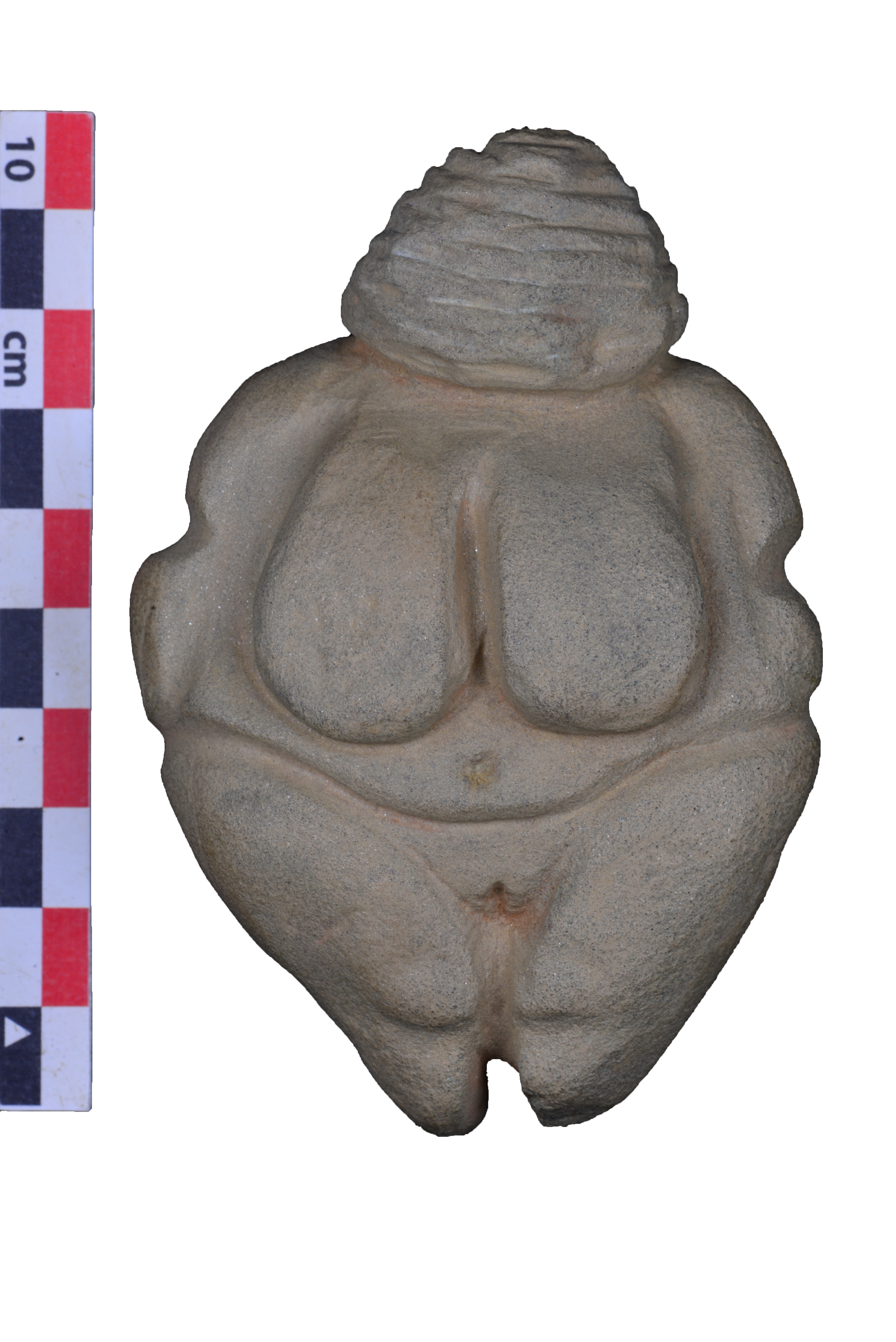
Reper dimensional al figurinei

Locația descoperirii se află în aria municipiului Piatra Neamț, în punctul denumit Piatra Neamț 1. Statuia a fost găsită în timpul unor cercetări arheologice efectuate de către un colectiv de arheologi de la Complexul Național Muzeal „Curtea Domnească” din Târgoviște și Complexul Muzeal Județean Neamț, coordonat de către dr. Elena Cristina Nițu, de către doi amatori asociați echipei, elevul Andrei Smeu și inginerul silvic Daniel Popa.
Originea și vârsta artefactului sunt în prezent (2020) încă în curs de investigare, deoarece atât datorită circumstanțelor în care a fost descoperită cât și caracterului său neobișnuit și distinctiv, există până la certificarea de către specialiști independenți suspiciunea că, ar putea fi un fals.